# Franz Nagel (Maler)
Franz Nagel (* 1. September 1907 in Günzburg; † 22. März 1976 am Tegernsee) war ein deutscher Maler und Grafiker.

## Leben
Nagel legte am Humanistischen Gymnasium in Günzburg das Abitur ab und studierte dann zunächst von 1926 bis 1929 in Gurk Theologie. Daran schloss sich ein Architekturstudium an der TU München bis 1931 und bis 1939 eine Ausbildung zum Maler und Grafiker an der Akademie der Bildenden Künste München an. Bis 1940 lebte Nagel als freischaffender Künstler, dann wurde er zum Kriegsdienst eingezogen. Nach dem Zweiten Weltkrieg kehrte er nach München zurück, wo er 1947 als Professor für Malerei und Graphik an die Akademie der Bildenden Künste München berufen wurde. Er war in den Jahren 1960 bis 1963 ihr Präsident und gehörte von 1969 bis 1971 dem Präsidialkollegium an. Seine Professur hatte er bis 1975 inne.
Zu seinen Schülern gehörten Albrecht von Hancke, Franz Hitzler, Rudolf Büder, Hubert Distler, Bruno Gutknecht, Helmut Kästl, Franz Meier, Mahirwan Mamtani, Johannes Menth, Heimo Berkic, Immolata Meyen, Wilhelm Eger, Engelbert Hilbich, Georg Schönberger, Josef Ivo Schaible SDS, Edeltraud Braun von Stransky, Franz Grau, Ernst Eichinger, Ugo Dossi, Joachim Wermann und Walter Zimmermann.
1957 nahm Franz Nagel an der Sonderausstellung zur 7. Jahresausstellung des Deutschen Künstlerbundes in Berlin teil.

## Ehrungen
- 1973: Verdienstkreuz 1. Klasse der Bundesrepublik Deutschland[2]

## Werke (Auswahl)

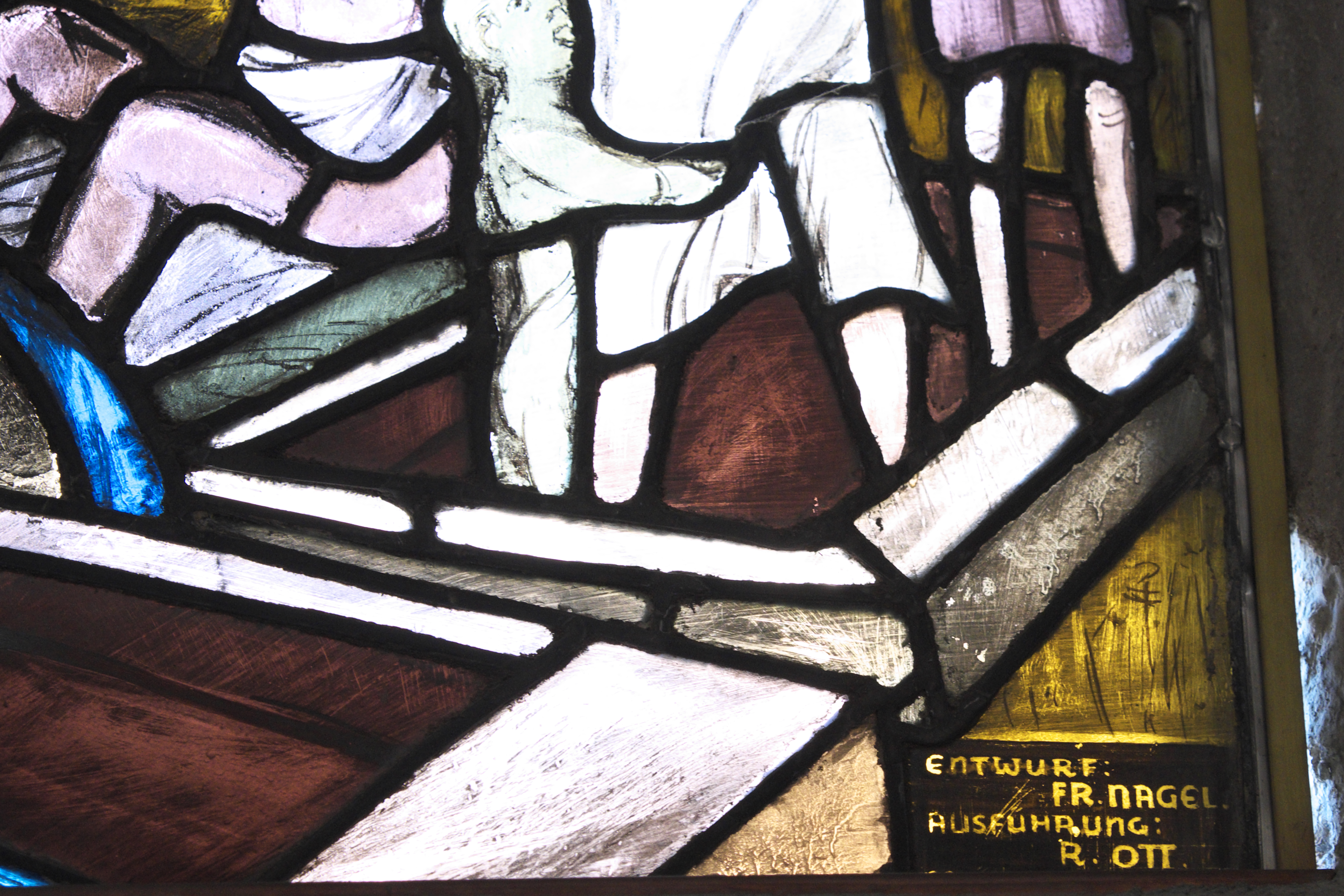
Bleiglasfenster in der Pfarrkirche von Dürrwangen mit Signatur

- Glasgemälde des Chorraumes sowie komplette Neugestaltung und Freskierung der Pfarrkirche Maria Immaculata in Dürrwangen (1936/37)
- Glasgemälde Christus am Kreuz in der Hauskapelle des St. Josefsheims in Partenkirchen
- Chorfenster aus Glas und Beton in der Klosterkirche St. Pius X. des Klosters St. Scholastika Neustift.
- Auferstehungsbild in der Kirche Auferstehung Christi in Pirk bei Weiden.
- Abendmahl in der Sakristei im Priesterseminar Augsburg
- Ausmalung der Kirche und der Altargemälde der St.-Max-Kirche in Augsburg
- Monumental-Fresko-Altarbild in der St. Konrad Kirche in Linz-Froschberg
- Altarbild „Der Thronende und das Lamm“, Deckengemälde „Endzeit“ in der Josefskirche in Schweinfurt-Oberndorf (1955)
- Apsisbild Das himmlische Jerusalem in der Pfarrkirche St. Wolfgang in Landshut (1957)
- Glasfenster in der Pfarrkirche St. Ulrich in Starnberg-Söcking (1958)
- Fresken der Katholischen Pfarrkirche Kirchenlaibach (1962/63)
- Altarwand Das apokalyptische Lamm in der Martinskapelle des Kardinal-Döpfner-Hauses in Freising (1965)
- Deckenmalerei Würzburger Dom (1965)
- Antlitz Christi als Altarwandgemälde in der Werktagskapelle in St. Pius (Augsburg-Haunstetten) (1966)
- Triptychon der Errettung in der Kirche Verklärung Christi in Schongau (1968)
- Wandmalerei Zyklus Evolution der Geistsendung und Abendmahl in der Pfarrkirche Heilig Geist in Günzburg (1973)